# Serga
Il Serga (in russo Серга?) è un fiume della Russia europea orientale, affluente di destra della Ufa, nel bacino della Kama. Scorre nel Nižneserginskij rajon dell'oblast' di Sverdlovsk.
La sorgente del fiume si trova sulle pendici della cresta Konovalovskij dei monti Urali. Ha le caratteristiche di un fiume di montagna. Sfocia nella Ufa a 649 km dalla foce. Ha una lunghezza di 113 km, il suo bacino è di 2 170 km².